# Poa shumushuensis
Poa shumushuensis är en gräsart som beskrevs av Jisaburo Ohwi. Poa shumushuensis ingår i släktet gröen, och familjen gräs. Inga underarter finns listade i Catalogue of Life.